# Bernd Röder
Bernd Röder (Amburgo, 28 febbraio 1942) è un ex cestista e allenatore di pallacanestro tedesco.

## Carriera
Con la Germania Ovest disputò i Campionati europei del 1965.

## Palmarès

### Giocatore
- Campionato tedesco: 2

MTV Gießen: 1966-67, 1967-68